# TSV Siegen
Der Turn- und Sportverein Siegen ist ein Turn- und Sportverein aus der Stadt Siegen. Bundesweite Bekanntheit erreichte die Frauenfußballmannschaft in den späten 1980ern und frühen 1990ern, die mehrere Meisterschaften und Pokalsiege feierte.

## Geschichte
Der Verein entstand am 23. Januar 1971 aus einer Fusion der 1909 gegründeten Spielvereinigung Trupbach (1962 erfolgte eine Namensänderung zu Turn- und Spielverein Trupbach) und der SpVg. 1962 Seelbach. Trupbach und Seelbach sind benachbarte Ortsteile in der Stadt Siegen.

## Frauenfußball
Bundesweiten Ruhm errang der Verein durch seine Frauenfußballmannschaft, die zwischen 1987 und 1996 als „der FC Bayern München des Frauenfußballs“ bezeichnet wurde. Diese Mannschaft entstammte ursprünglich dem Siegener SC und wurde am 18. Juli 1974 vom TSV Siegen übernommen, da man über bessere finanzielle Möglichkeiten verfügte. Seinerzeit wechselten gemeinsam mit Manfred Nell rund 30 Spielerinnen zum TSV. Zwischen 1974 und 1980 gewann die Mannschaft dreimal den Westfalenmeistertitel und belegte dreimal den Zweiten Platz. Zudem holte man dreimal den Westfalenpokal. Der sportliche Aufstieg der Siegener Mannschaft begann mit dem Einstieg des Siegener Blumengroßhändlers Gerd Neuser, Ehemann der ehemaligen Nationaltorhüterin Rosi Neuser, der sowohl seine Frau als auch weitere Nationalspielerinnen wie Silvia Neid, Petra Bartelmann, Sissy Raith oder Andrea Haberlaß zu einem Wechsel nach Siegen bewegte. Neuser übte neben der Funktion des Trainers zu dieser Zeit auch zahlreiche andere Funktionen im Verein aus und beschäftigte unter anderem Spielerinnen wie Silvia Neid als Angestellte in seinem Unternehmen.
1997 wurde die Frauenabteilung durch den Verein Sportfreunde Siegen übernommen.

### Erfolge
- Deutscher Meister 1987, 1990, 1991, 1992, 1994, 1996
- Deutscher Vizemeister 1993
- DFB-Pokalsieger 1986, 1987, 1988, 1989, 1993
- DFB-Pokalfinalist 1991, 1992, 1994, 1995
- DFB-Supercupsieger 1992
- DFB-Supercupfinalist 1993, 1994, 1995
- DFB-Hallenpokalfinalist 1994, 1996

Im Jahre 1987 gelang es dem TSV sogar, das Double (Meisterschaft und Pokal) zu gewinnen.

### Statistik
| Saison  | Liga              | Platz   | S  | U | N | Tore  | Punkte | DFB-Pokal    |
| ------- | ----------------- | ------- | -- | - | - | ----- | ------ | ------------ |
| 1985/86 | Regionalliga West | Meister | 20 | 2 | 0 | 69:10 | 42:02  | Sieger       |
| 1986/87 | Regionalliga West | Meister | 17 | 2 | 1 | 82:07 | 36:04  | Sieger       |
| 1987/88 | Regionalliga West | 2.      | 16 | 1 | 3 | 72:19 | 32:08  | Sieger       |
| 1988/89 | Regionalliga West | Meister | 18 | 1 | 3 | 66:13 | 37:07  | Sieger       |
| 1989/90 | Regionalliga West | Meister | 17 | 5 | 0 | 66:09 | 39:05  | Achtelfinale |
| 1990/91 | Bundesliga Nord   | Meister | 15 | 3 | 0 | 85:07 | 33:03  | Finale       |
| 1991/92 | Bundesliga Nord   | Meister | 18 | 2 | 0 | 49:06 | 38:02  | Finale       |
| 1992/93 | Bundesliga Nord   | 2.      | 16 | 1 | 1 | 61:06 | 33:03  | Sieger       |
| 1993/94 | Bundesliga Nord   | Meister | 15 | 2 | 1 | 74:11 | 32:04  | Finale       |
| 1994/95 | Bundesliga Nord   | 3.      | 11 | 3 | 4 | 64:23 | 26:10  | Finale       |
| 1995/96 | Bundesliga Nord   | Meister | 14 | 3 | 1 | 70:10 | 45     | Halbfinale   |

### Ehemalige Spielerinnen
| - Petra Bartelmann - Christine Chaladyniak - Doris Fitschen - Heike Czyganowski - Andrea Haberlaß - Louise Hansen | - Marion Isbert - Rike Koekkoek - Michaela Kubat - Frauke Kuhlmann - Monika Meyer - Jutta Nardenbach | - Silvia Neid - Rosemarie Neuser - Sissy Raith - Silke Rottenberg - Britta Unsleber - Martina Voss |

## Herrenfußball
Größter Erfolg der Herrenmannschaft waren zu Beginn der 1970er Jahre mehrere Spielzeiten in der Landesliga, der seinerzeit noch fünfthöchsten Spielklasse im deutschen Fußball.

## Der Verein heute
Der Verein TSV Siegen verfügt heute über zwei Herren-Seniorenmannschaften, eine Alt-Herren-Abteilung und 9 Jugendmannschaften. Die 1. Seniorenmannschaft spielt in der Kreisliga B des Fußball- und Leichtathletikkreises Siegen-Wittgenstein (FLVW), nach mehreren Jahren ohne Zweitvertretung spielt in der Saison 2019/20 wieder eine Reserve in der D-Kreisliga. Der TSV Siegen trägt seine Heimspiele auf der Bezirkssportanlage Siegen-West im Ortsteil Trupbach aus, welche im Jahr 2007 mit einem Kunstrasen versehen wurde. Während der Glanzzeit des Frauenfußballs spielte man im Leimbachstadion in Siegen.
Neben Fußball werden mit Leichtathletik, Turnen, Tennis, Badminton und Tischtennis weitere Sportarten angeboten.
Seit 2011 verfügt der Verein über eine Tanzsportabteilung unter dem Namen Blau-Orange Siegen.

## Besonderheiten
Vom 10. Juni bis 17. Juli 1975 weilte durch eine persönliche Bekanntschaft die Jordanische Fußballnationalmannschaft zu Besuch beim TSV Siegen. Der Gegenbesuch vom 16. bis 24. November 1975 bedeutete eine Premiere, da erstmals eine deutsche Fußballmannschaft in Jordanien spielte.